# Kollmitzberg
Kollmitzberg  är en kulle i Österrike.   Den ligger i distriktet Waidhofen an der Thaya och förbundslandet Niederösterreich, i den nordöstra delen av landet, 90 km nordväst om huvudstaden Wien. Toppen på Kollmitzberg  är 600 meter över havet, eller 115 meter över den omgivande terrängen. Bredden vid basen är 13,8 km.
Terrängen runt Kollmitzberg  är huvudsakligen platt. Runt Kollmitzberg  är det ganska glesbefolkat, med 40 invånare per kvadratkilometer.. Närmaste större samhälle är Waidhofen an der Thaya, 18,7 km väster om Kollmitzberg . 
Trakten runt Kollmitzberg  består till största delen av jordbruksmark.